# Prêmio Otto Laporte
O Prêmio Otto Laporte (em inglês:  Otto Laporte Award) foi um prêmio anual (1972–2003) concedido pela American Physical Society (APS) em "reconhecimento a contribuições fundamentais à dinâmica dos fluidos" em memória de Otto Laporte. Foi estabelecido como Otto Laporte Memorial Lectureship pela Divisão de Dinâmica dos Fluidos da APS em 1972, tornando-se um prêmio APS em 1985. O Prêmio Otto Laporte foi fundido no Prêmio Dinâmica dos Fluidos em 2004.

## Laureados
- 1972: Richard G. Fowler
- 1973: Chia-Chiao Lin
- 1974: Jan Burgers
- 1975: Russell J. Donnelly
- 1976: George Carrier
- 1977: Yuan-Cheng Fung
- 1978: Cecil E. Leith, Jr.
- 1979: Stanley Corrsin
- 1980: Robert Byron Bird
- 1981: H. W. Emmons
- 1982: Peter Wegener
- 1983: John Wilder Miles
- 1984: Michael James Lighthill
- 1985: Hans Wolfgang Liepmann
- 1986: Milton Van Dyke
- 1987: John Trevor Stuart
- 1988: Akiva Yaglom
- 1989: Chia-Shun Yih
- 1990: Tony Maxworthy
- 1991: Steven Alan Orszag
- 1992: William Craig Reynolds
- 1993: Robert Kraichnan
- 1994: Philip Saffman
- 1995: Katepalli Sreenivasan
- 1996: Donald Coles
- 1997: Marvin Emanuel Goldstein
- 1998: David G. Crighton
- 1999: Eli Reshotko
- 2000: Hassan Aref
- 2001: John Kim
- 2002: Andrea Prosperetti
- 2003: Norman Zabusky